# Эшенбах (Санкт-Галлен)
Эшенбах (нем. Eschenbach) — коммуна в Швейцарии, в кантоне Санкт-Галлен.
Входит в состав округа Зее-Гастер. Официальный код — 3332.
На 31 декабря 2006 года население составляло 5263 человека.
1 января 2013 года в состав коммуны Эшенбах вошли бывшие коммуны Гольдинген и Санкт-Галленкаппель.